# 国营敦煌农场
国营敦煌农场，是中华人民共和国甘肃省酒泉市敦煌市下辖的一个类似乡级单位。

## 行政区划
国营敦煌农场下辖以下地区：
场部社区和西湖分场社区。